# مثقبانيات
مثقبانيات (الاسم العلمي: Trypanosomatina) هي رتيبة من الطلائعيات تتبع طائفة المحراكات من شعبة الحنادر.

## فصائل
- المثقبيات